# Дун Цзє (плавчиня)
Дун Цзє (31 жовтня 1998) — китайська плавчиня.
Олімпійська чемпіонка 2020 року, учасниця літніх Олімпійських ігор 2016 року.